# Fool Again
"Fool Again" là bài hát của Westlife, phát hành làm đĩa đơn thứ năm từ album phòng thu Westlife. Ca khúc trở thành đĩa đơn quán quân thứ 5 ở Anh của nhóm. Đĩa đơn đã tiêu thụ được 215.000 bản ở Anh.

## Danh sách track
1. "Fool Again" (2000 Remix)
2. "Tunnel of Love"
3. "Fool Again" (Enhanced Section)

## Video âm nhạc
Video âm nhạc cho ca khúc này đã được quay ở México, trong đó có một số địa điểm như El Zocalo và Ciudad Satelite.

## Xếp hạng
| Bảng xếp hạng (2000)          | Vị trí cao nhất |
| ----------------------------- | --------------- |
| Anh Quốc (OCC)                | 1               |
| Bỉ (Ultratop 50 Flanders)     | 38              |
| Đức (GfK)                     | 80              |
| Hà Lan (Dutch Top 40)         | 23              |
| Ireland (IRMA)                | 2               |
| Thụy Điển (Sverigetopplistan) | 5               |
| Thụy Sĩ (Schweizer Hitparade) | 39              |